# Milène Tournier
Pour les articles homonymes, voir Tournier.
Milène Tournier, née en 1988 à Nice, est une dramaturge et poétesse française. 

## Biographie
Après des études à l'École doctorale Arts et Médias de l'Université Sorbonne- Nouvelle; section Architecture, arts appliqués, arts plastiques, arts du spectacle, Milène Tournier soutient en 2017 sa thèse, dirigée par Hélène Kuntz, sous le titre Figures de l’impudeur: dire, écrire, jouer l’intime 1970-2016. Dans cette thèse, à partir de travaux de différents artistes relevant de disciplines différentes (littérature, art contemporain, chanson française, arts de la scène), est abordée la question de l’impudeur, non pas à partir d’une considération morale, mais comme possible constituant d’une esthétique à part entière.

## Publications
- Et puis le roulis, 2018, Éditions Théâtrales

Pièce de théâtre pour 2 hommes, deux femmes et un chœur. Un dialogue entre la mère, le père et le fils-monstre, qui aborde l'étrangeté de l'autre et la douleur de l'incompréhension.
- Nuits, 2019, La P'tite Hélène éditions,

Un monologue, intérieur nuit. Un questionnement existentiel, nourri d'émotions théâtrales, des nuits contemporaines : nuit debout, les longues nuits des gilets jaunes; et encore d'autres nuits : nuits sans sommeil, nuits adolescentes, rétro-éclairées par le smartphone allumé.
- Poèmes d’époque, 2019, Éditions Polder, préfacé par François Bon[4].

Recueil de poèmes, à partir de ses post sur sa chaine YouTube, sous des formes variées : improvisation en prose, poèmes-instantanés, vidéos-poèmes. Une écriture décrite comme directe, ancrée dans le quotidien le plus cru mais sans trivialité ni pathos.
- L'autre jour, 2020, Éditions Lurlure

Recueil de poèmes : poèmes de famille, poèmes urbains, poèmes du siècles, poèmes en silence. ce recueil est présenté comme une foule d'éclats, d'instants de vie, extraits de la cacophonie ordinaire, et dont la profonde puissance d'évocation marque la critique littéraire.
- Je t'aime comme, 2022, Éditions Lurlure

Recueil de poèmes, bâti sur le modèle du "Je me souviens" de Georges Pérec, s'est construit à partir d'une série préexistante de capsules vidéos commençant toutes par je t'aime comme.... Un passage de la déclaration d'amour à l'extrême du j'aime tout.
- Se coltiner grandir, 2022, Éditions Lurlure

"Sans doute est ce là un livre plus chantonné qu'écrit. Un livre écrit avec le souvenir des souvenirs écrits, une poésie pas trop loin de l’autobiographie, même si celles-ci, souvent, se chassent comme des sœurs". Par ces mots consignés dans l'anthologie permanente de Poezibao, Milène Tournier nous donne quelques clefs sur l'arpentage qu'elle poursuit autour de la question de l'intime.
- Hold-Up 21, éditions Anne Carrière, 2023

Un collectif de 20 autrices plus une photographe, illustré par 100 tableaux de Abigaïl Auperin, pour ré-inventer la littérature érotique,.
- Ce que m'a soufflé la ville, éditions Castro Astral, février 2023[14]
- Puisque chacun pourra partir, chacun pourra rester, Editions Unicité, juillet 2023[15]
- 27 fois la Muraille de Chine : je me suis posé la réponse, Editions Théâtrales, novembre 2024[16]

## Autres publications
Les écrits de Milène Tournier sont également publiés dans les revues ou ouvrages collectifs :  
- aux éditions Tiers Livre Éditeur On ne pense jamais assez aux escaliers en 2017, Une histoire parallèle du cinéma en 2018, Je vous parlerai d’une autre nuit en 2018.
- aux Éditions Pourquoi viens-tu si tard, Esprit d’arbre en 2018.
- aux numéros 8 et 9 Revue internationale de poésie de Paris-Sorbonne, Place de La Sorbonne, 2018 et 2019.

## Vidéo-poèmes
Milène Tournier publie sur sa chaine YouTube, depuis 2015, des poèmes-vidéos. Elle présente l'origine et la matière de ce travail, qui participe à sa pratique d'écriture, de cette manière : « Écrire en/sur/avec la vidéo, c’est venu en voyant le travail de François Bon. Ses longs travelling quotidiens, entre Paris et Cergy, ses vidéos nocturnes de Jean Barbin. Avec un vieux smartphone, et que ça écrivait, ça faisait écrire, ça transformait écrire, mais c’était encore écrire. C’est pas de l’image et de la bande écrite, ce serait plutôt une autre façon d’être dans la journée, dans le temps, et que ça aussi, c’est écrire, c’est déjà écrire ».
Une de ses créations a été présentée en 2018 au Centre Pompidou, dans le cadre de Littéra-TUBE, une proposition de Gilles Bonnet, Erika Fülöp et Gaëlle Théval, autour des expériences de vidéo-écriture diffusées sur internet.

## Cinéma
Automne Malade est un court métrage, de type docu-fiction, réalisé par Lola Cambourieu et Yann Berlier en 2019, produit par Réalviscéralisme.
Il s'agit d'une rencontre entre un paysan du Cantal (Michel Maciazek) et une jeune parisienne (Milène Tournier). Le film emprunte son titre à un poème de Guillaume Apollinaire. L'histoire de ce film est traversée par la maladie de la mère de l'héroine, ainsi que par l'automne et l'arrivée de l'hiver. Tourné avec deux acteurs amateurs, des images issues de leurs archives familiales et personnelles sont utilisées dans le montage. Automne malade est primé au Festival international du court-métrage de Winterhur, en Suisse, en 2019, et Milène Tournier reçoit la mention spéciale du jury pour l’interprétation féminine,.

## Distinctions
- 2012-2013 : 1er prix de la 18e édition Prix de la Nouvelle : premier concours d'écriture de la Sorbonne Nouvelle[23].
- 2018 :  Aide à la création (Artcena), catégorie littérature dramatique pour Et puis le roulis[24].
- 2017 : Aide à la création (Artcena), rubrique Encouragements pour Dans ma ville.
- 2021 : Prix de la société des gens de lettres SGDL, Révélation de Poésie pour L'Autre jour[25].
- 2023 : Prix Jacques-Scherer pour De la disparition des larmes.